# Унструтталь
Унструтталь (нем. Unstruttal) — община в Германии, в земле Тюрингия. 
Входит в состав района Унструт-Хайних.  Население составляет 3310 человек (на 31 декабря 2010 года). Занимает площадь 44,42 км².
Коммуна подразделяется на 6 сельских округов.